# Lathi (bastón)

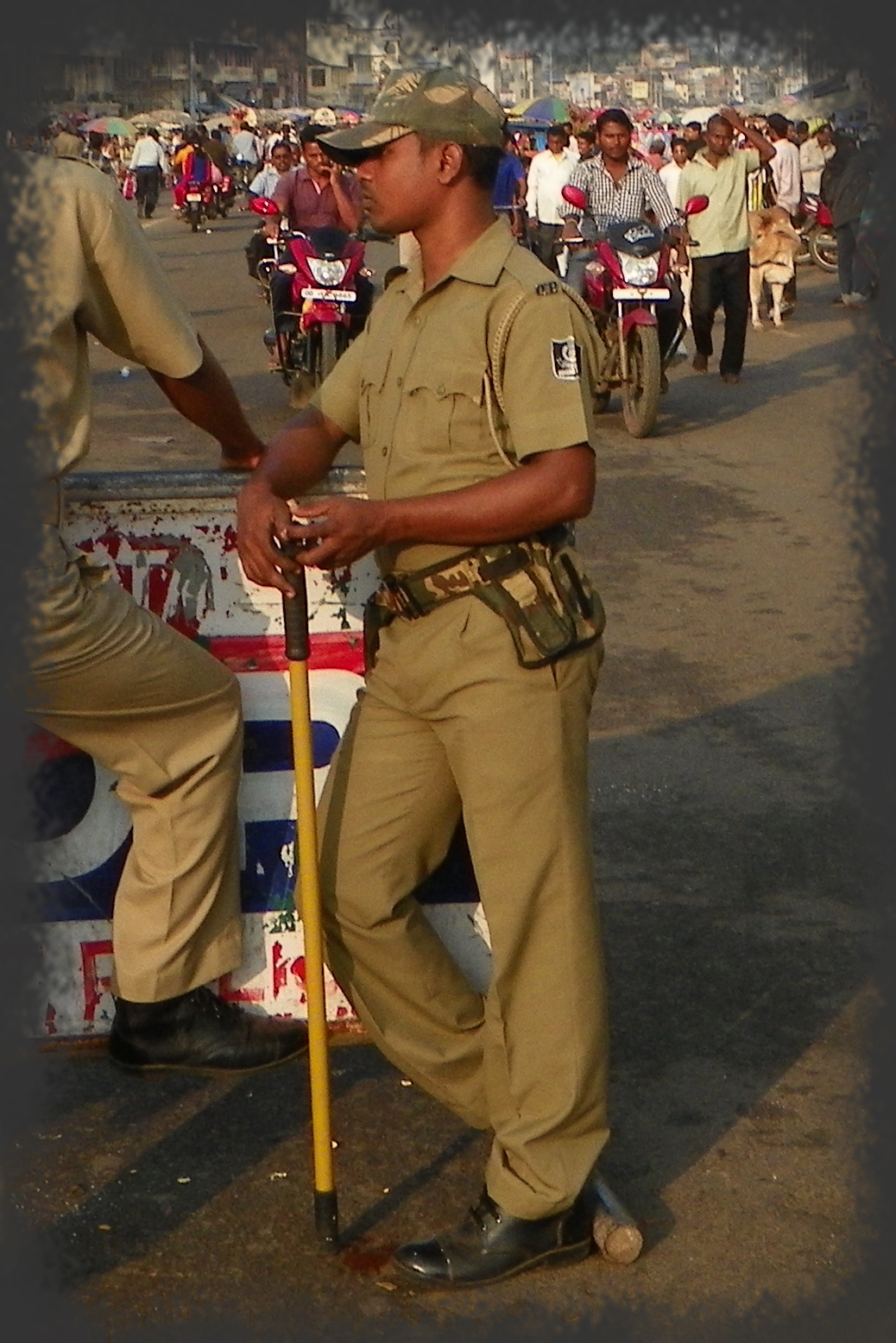
Policía indio con un bastón lathi.

El lathi (en hindi: लाठी (वस्तु)) es un bastón hecho de bambú utilizado por agentes de policía en India. Es utilizado desde tiempos del Imperio mogol, aunque es emblemático del uso contra manifestantes en el Raj británico.
Puede medir de 60 cm a más de un metro de longitud. A menudo su extremo superior posee una punta metálica contundente. Es el arma más utilizada para el control de disturbios en India.